# Sport- und Schwimmverein Jahn 2000 Regensburg 2001-2002
Questa voce raccoglie le informazioni riguardanti lo Sport- und Schwimmverein Jahn 2000 Regensburg nelle competizioni ufficiali della stagione 2001-2002.

## Stagione
Nella stagione 2001-2002 il Jahn Regensburg, allenato da Günter Sebert, concluse il campionato di Regionalliga sud al 3º posto. In Coppa di Germania il Jahn Regensburg fu eliminato al primo turno dal Bayer Leverkusen.

## Rosa
| N. |                     | Ruolo | Calciatore       |
| -- | ------------------- | ----- | ---------------- |
| 1  | Germania (bandiera) | P     | Uwe Gospodarek   |
| 2  | Germania (bandiera) | D     | Markus Grasser   |
| 4  | Germania (bandiera) | C     | Matthias Dehoust |
| 5  | Germania (bandiera) | D     | Michael Fersch   |
| 5  | Germania (bandiera) | D     | Markus Weinzierl |
| 6  | Germania (bandiera) | D     | Carsten Keuler   |
| 7  | Germania (bandiera) | C     | Tobias Zellner   |
| 8  | Germania (bandiera) | C     | Harald Gfreiter  |
| 9  | Germania (bandiera) | A     | Thorsten Bauer   |
| 10 | Germania (bandiera) | A     | Michael Petry    |
| 11 | Ungheria (bandiera) | A     | Andras Tölcseres |
| 12 | Germania (bandiera) | D     | Alexander Maul   |
| 13 | Germania (bandiera) | D     | Stephan Hanke    |

| N. |                                 | Ruolo | Calciatore        |
| -- | ------------------------------- | ----- | ----------------- |
| 14 | Turchia (bandiera)              | C     | Ramazan Yildirim  |
| 15 | Camerun (bandiera)              | A     | Cesar M'Boma      |
| 20 | Germania (bandiera)             | P     | Florian Ermler    |
| 21 | Germania (bandiera)             | C     | Markus Knackmuß   |
| 22 | Germania (bandiera)             | D     | Sven Teichmann    |
| 24 | Germania (bandiera)             | A     | Thorsten Holm     |
| 26 | Germania (bandiera)             | P     | Michael Zoll      |
|    | Germania (bandiera)             | C     | Marco Christ      |
|    | Marocco (bandiera)              | C     | Youssef Mokhtari  |
|    | Germania (bandiera)             | C     | Stefan Seufert    |
|    | Bosnia ed Erzegovina (bandiera) | A     | Midhat Gluhačević |
|    | Germania (bandiera)             | A     | Helmut Lemberger  |

## Organigramma societario
Area tecnica
- Allenatore: Günter Sebert
- Allenatore in seconda:
- Preparatore dei portieri:
- Preparatori atletici:
- Analisi video:

## Calciomercato

### Sessione estiva
| Acquisti | Acquisti          | Acquisti          | Acquisti |
| R.       | Nome              | da                | Modalità |
| -------- | ----------------- | ----------------- | -------- |
| A        | Thorsten Bauer    | Baunatal          |          |
| C        | Marco Christ      | Norimberga        |          |
| C        | Matthias Dehoust  | VfR Mannheim      |          |
| A        | Midhat Gluhačević | 1. FC Passavia    |          |
| P        | Uwe Gospodarek    | Kaiserslautern    |          |
| D        | Stephan Hanke     | Siirtspor         |          |
| D        | Carsten Keuler    | Kickers Stoccarda |          |
| C        | Markus Knackmuß   | Pfullendorf       |          |
| A        | Cesar M'Boma      | Göttingen         |          |
| A        | Michael Petry     | VfR Mannheim      |          |
| D        | Sven Teichmann    | Osnabrück         |          |
| C        | Ramazan Yildirim  | Lubecca           |          |
| P        | Michael Zoll      | Waldhof Mannheim  |          |

| Cessioni | Cessioni          | Cessioni               | Cessioni |
| R.       | Nome              | a                      | Modalità |
| -------- | ----------------- | ---------------------- | -------- |
| P        | Brano Arsenović   | SG Post Süd/Regensburg |          |
| C        | Samuel Bachmaier  | ASV Neumarkt           |          |
| D        | Roland Brunner    | Würzburg               |          |
| D        | Harald Gärtner    | Darmstadt              |          |
| C        | Armin Peter       | Feucht                 |          |
| D        | Markus Rosenwirth | Augusta                |          |
| C        | Thomas Rösl       | Weiden                 |          |
| A        | Thorsten Seufert  | Schweinfurt 05         |          |
| D        | Mario Stieglmair  | Ried                   |          |

### Sessione invernale
| Acquisti | Acquisti         | Acquisti     | Acquisti |
| R.       | Nome             | da           | Modalità |
| -------- | ---------------- | ------------ | -------- |
| D        | Markus Weinzierl | Unterhaching |          |

| Cessioni | Cessioni         | Cessioni     | Cessioni |
| R.       | Nome             | a            | Modalità |
| -------- | ---------------- | ------------ | -------- |
| C        | Oualid Mokhtari  | VfR Mannheim |          |
| D        | Veit Schaidinger | ASV Neumarkt |          |

## Risultati

### Regionalliga

#### Girone di andata
| Arbitro: | Greipl |

|                    |           |              |
| Younga-Mouhani 52’ | Marcatori | 40’ Gfreiter |

| Arbitro: | Perl |

|                    |           |          |
| Tölcseres 16’, 68’ | Marcatori | 51’ Paul |

| Arbitro: | Schalk |

|             |           |                                         |
| Rogosic 10’ | Marcatori | 27’ Tölcseres 63’ Yildirim 73’ Mokhtari |

| Arbitro: | Brombacher |

|                                     |           |                                      |
| Mokhtari 10’ Tölcseres 32’ Holm 50’ | Marcatori | 69’ (aut.) Fersch 82’ (rig.) Vujevic |

| Arbitro: | Wagner |

|                                                       |           |                                 |
| Hanke 18’ (aut.) Öller 47’ Dzihic 58’ Lakies 68’, 70’ | Marcatori | 19’, 41’ Petry 89’ (rig.) Hanke |

| Arbitro: | Stark |

|                                      |           |           |
| Hanke 10’ Tölcseres 60’ Mokhtari 70’ | Marcatori | 41’ Nuhic |

| Fulda 8 settembre 2001, ore 14:30 CEST 7ª giornata | Borussia Fulda | 0 – 0 referto | Jahn Ratisbona | Sportpark Johannisau (1 500 spett.)\| Arbitro: \| Welz \| |
| Arbitro:                                           | Welz           |               |                |                                                           |

| Arbitro: | Raquet |

|                   |           |  |
| Yildirim 27’, 57’ | Marcatori |  |

| Arbitro: | Kammerer |

|                                                    |           |              |
| Willmann 32’, 58’ Bettenstaedt 65’ Truckenbrod 90’ | Marcatori | 44’ Mokhtari |

| Arbitro: | Frey |

|                                                               |           |  |
| Tölcseres 7’ Knackmuß 21’ Yildirim 64’ Petry 73’ Gfreiter 82’ | Marcatori |  |

| Arbitro: | Schiffner |

|                                                |           |          |
| Tölcseres 7’, 9’ Fersch 42’ (rig.), 57’ (rig.) | Marcatori | 45’ Cast |

| Arbitro: | Kiefer |

|                         |           |               |
| Ziegner 35’ Hartung 47’ | Marcatori | 17’ Tölcseres |

| Ratisbona 13 ottobre 2001, ore 13:30 CEST 13ª giornata | Jahn Ratisbona | 0 – 0 referto | Hoffenheim | Jahnstadion (3 000 spett.)\| Arbitro: \| Hofmann \| |
| Arbitro:                                               | Hofmann        |               |            |                                                     |

| Arbitro: | Palilla |

|             |           |  |
| Hofmann 48’ | Marcatori |  |

| Arbitro: | Wezel |

|                               |           |                |
| Maul 26’ Keuler 56’ Hanke 81’ | Marcatori | 41’, 65’ Adzic |

| Arbitro: | Merk |

|  |           |                            |
|  | Marcatori | 53’ Tölcseres 82’ Mokhtari |

| Arbitro: | Schmidt |

|                              |           |             |
| Maul 30’ Mokhtari 56’ (rig.) | Marcatori | 89’ Neticha |

#### Girone di ritorno
| Arbitro: | Trautmann |

|  |           |             |
|  | Marcatori | 64’ Lützler |

| Arbitro: | Iaccarino |

|  |           |                        |
|  | Marcatori | 30’ Maul 82’ Tölcseres |

| Arbitro: | Perl |

|                                |           |                                |
| Tölcseres 72’ Hanke 83’ (rig.) | Marcatori | 22’, 40’ Rogosic 64’ Coulibaly |

| Arbitro: | Viktora |

|  |           |              |
|  | Marcatori | 39’ Yildirim |

| Arbitro: | Sippel |

|           |           |            |
| Petry 57’ | Marcatori | 44’ Dzihic |

| Arbitro: | Kammerer |

|              |           |             |
| Marcetic 57’ | Marcatori | 75’ Zellner |

| Arbitro: | Wack |

|                                                          |           |  |
| Petry 1’, 16’, 19’ Gfreiter 6’ Zellner 10’ Tölcseres 65’ | Marcatori |  |

| Arbitro: | Raquet |

|                        |           |  |
| Barletta 72’ Würll 88’ | Marcatori |  |

| Arbitro: | Palilla |

|                        |           |  |
| Knackmuß 12’ Petry 76’ | Marcatori |  |

| Arbitro: | Walz |

|                                  |           |  |
| Thömmes 56’ Keller 87’ Yenay 90’ | Marcatori |  |

| Arbitro: | Trautmann |

|                        |           |         |
| Lösch 83’ Paeslack 90’ | Marcatori | 8’ Maul |

| Arbitro: | Fleischer |

|               |           |  |
| Tölcseres 57’ | Marcatori |  |

| Arbitro: | Kiefer |

|             |           |             |
| Teinert 34’ | Marcatori | 38’ Zellner |

| Arbitro: | Greipl |

|  |           |                                    |
|  | Marcatori | 15’, 48’ (rig.) Hofmann 65’ Heller |

| Arbitro: | Iaccarino |

|              |           |                     |
| Drescher 59’ | Marcatori | 64’ (rig.) Mokhtari |

| Arbitro: | Lange |

|                          |           |  |
| Tölcseres 10’ Fersch 80’ | Marcatori |  |

| Arbitro: | Wezel |

|  |           |              |
|  | Marcatori | 63’ Knackmuß |

### Coppa di Germania
| Arbitro: | Keßler |

|  |           |                                     |
|  | Marcatori | 13’ Kirsten 54’ Lúcio 61’ Schneider |

## Statistiche

### Statistiche di squadra
| Competizione      | Punti | In casa | In casa | In casa | In casa | In casa | In casa | In trasferta | In trasferta | In trasferta | In trasferta | In trasferta | In trasferta | Totale | Totale | Totale | Totale | Totale | Totale | DR  |
| Competizione      | Punti | G       | V       | N       | P       | Gf      | Gs      | G            | V            | N            | P            | Gf           | Gs           | G      | V      | N      | P      | Gf     | Gs     | DR  |
| ----------------- | ----- | ------- | ------- | ------- | ------- | ------- | ------- | ------------ | ------------ | ------------ | ------------ | ------------ | ------------ | ------ | ------ | ------ | ------ | ------ | ------ | --- |
| Regionalliga sud  | 58    | 17      | 12      | 2       | 3       | 38      | 16      | 17           | 5            | 5            | 7            | 19           | 24           | 34     | 17     | 7      | 10     | 57     | 40     | +17 |
| Coppa di Germania | -     | 1       | 0       | 0       | 1       | 0       | 3       | 0            | 0            | 0            | 0            | 0            | 0            | 1      | 0      | 0      | 1      | 0      | 3      | -3  |
| Totale            | 58    | 18      | 12      | 2       | 4       | 38      | 19      | 17           | 5            | 5            | 7            | 19           | 24           | 35     | 17     | 7      | 11     | 57     | 43     | +14 |

### Andamento in campionato
| Giornata  | 1 | 2 | 3 | 4 | 5 | 6 | 7 | 8 | 9 | 10 | 11 | 12 | 13 | 14 | 15 | 16 | 17 | 18 | 19 | 20 | 21 | 22 | 23 | 24 | 25 | 26 | 27 | 28 | 29 | 30 | 31 | 32 | 33 | 34 |
| --------- | - | - | - | - | - | - | - | - | - | -- | -- | -- | -- | -- | -- | -- | -- | -- | -- | -- | -- | -- | -- | -- | -- | -- | -- | -- | -- | -- | -- | -- | -- | -- |
| Luogo     | T | C | T | C | T | C | T | C | T | C  | C  | T  | C  | T  | C  | T  | C  | C  | T  | C  | T  | C  | T  | C  | T  | C  | T  | T  | C  | T  | C  | T  | C  | T  |
| Risultato | N | V | V | V | P | V | N | V | P | V  | V  | P  | N  | P  | V  | V  | V  | P  | V  | P  | V  | N  | N  | V  | P  | V  | P  | P  | V  | N  | P  | N  | V  | V  |
| Posizione | 7 | 4 | 3 | 1 | 5 | 2 | 4 | 2 | 4 | 2  | 2  | 2  | 2  | 3  | 2  | 2  | 2  | 2  | 2  | 2  | 2  | 2  | 2  | 2  | 2  | 2  | 3  | 4  | 3  | 4  | 4  | 4  | 3  | 3  |

Legenda:

Luogo: C = Casa; T = Trasferta. Risultato: V = Vittoria; N = Pareggio; P = Sconfitta.

### Statistiche dei giocatori
| Giocatore     | Regionalliga sud | Regionalliga sud | Regionalliga sud | Regionalliga sud | Coppa di Germania | Coppa di Germania | Coppa di Germania | Coppa di Germania | Totale   | Totale | Totale      | Totale     |
| Giocatore     | Presenze         | Reti             | Ammonizioni      | Espulsioni       | Presenze          | Reti              | Ammonizioni       | Espulsioni        | Presenze | Reti   | Ammonizioni | Espulsioni |
| ------------- | ---------------- | ---------------- | ---------------- | ---------------- | ----------------- | ----------------- | ----------------- | ----------------- | -------- | ------ | ----------- | ---------- |
| H. Altmann    | 2                | 0                | 1                | 0                | 0                 | 0                 | 0                 | 0                 | 2        | 0      | 1           | 0          |
| T. Bauer      | 12               | 0                | 0                | 0                | 0                 | 0                 | 0                 | 0                 | 12       | 0      | 0           | 0          |
| M. Christ     | 5                | 0                | 0                | 0                | 0                 | 0                 | 0                 | 0                 | 5        | 0      | 0           | 0          |
| M. Dehoust    | 18               | 0                | 6                | 0                | 1                 | 0                 | 0                 | 0                 | 19       | 0      | 6           | 0          |
| F. Ermler     | 6                | 0                | 0                | 0                | 1                 | 0                 | 0                 | 0                 | 7        | 0      | 0           | 0          |
| M. Fersch     | 23               | 3                | 2                | 0                | 1                 | 0                 | 0                 | 0                 | 24       | 3      | 2           | 0          |
| H. Gfreiter   | 33               | 3                | 7                | 0                | 1                 | 0                 | 0                 | 0                 | 34       | 3      | 7           | 0          |
| M. Gluhačević | 0                | 0                | 0                | 0                | 0                 | 0                 | 0                 | 0                 | 0        | 0      | 0           | 0          |
| U. Gospodarek | 17               | 0                | 1                | 0                | 0                 | 0                 | 0                 | 0                 | 17       | 0      | 1           | 0          |
| M. Grasser    | 7                | 0                | 0                | 0                | 0                 | 0                 | 0                 | 0                 | 7        | 0      | 0           | 0          |
| S. Hanke      | 27               | 4                | 7                | 1                | 1                 | 0                 | 0                 | 0                 | 28       | 4      | 7           | 1          |
| T. Holm       | 21               | 1                | 2                | 0                | 1                 | 0                 | 0                 | 0                 | 22       | 1      | 2           | 0          |
| C. Keuler     | 34               | 1                | 4                | 0                | 1                 | 0                 | 0                 | 0                 | 35       | 1      | 4           | 0          |
| M. Knackmuß   | 28               | 3                | 4                | 0                | 1                 | 0                 | 0                 | 0                 | 29       | 3      | 4           | 0          |
| H. Lemberger  | 0                | 0                | 0                | 0                | 0                 | 0                 | 0                 | 0                 | 0        | 0      | 0           | 0          |
| C. M'Boma     | 7                | 0                | 0                | 0                | 0                 | 0                 | 0                 | 0                 | 7        | 0      | 0           | 0          |
| A. Maul       | 20               | 4                | 2                | 0                | 0                 | 0                 | 0                 | 0                 | 20       | 4      | 2           | 0          |
| O. Mokhtari   | 8                | 0                | 1                | 0                | 1                 | 0                 | 1                 | 0                 | 9        | 0      | 2           | 0          |
| Y. Mokhtari   | 24               | 7                | 2                | 1                | 0                 | 0                 | 0                 | 0                 | 24       | 7      | 2           | 1          |
| M. Petry      | 30               | 8                | 3                | 0                | 1                 | 0                 | 0                 | 0                 | 31       | 8      | 3           | 0          |
| F. Peuker     | 1                | 0                | 0                | 0                | 0                 | 0                 | 0                 | 0                 | 1        | 0      | 0           | 0          |
| U. Pflug      | 1                | 0                | 0                | 0                | 0                 | 0                 | 0                 | 0                 | 1        | 0      | 0           | 0          |
| S. Seufert    | 9                | 0                | 0                | 0                | 0                 | 0                 | 0                 | 0                 | 9        | 0      | 0           | 0          |
| S. Teichmann  | 32               | 0                | 3                | 1                | 1                 | 0                 | 1                 | 0                 | 33       | 0      | 4           | 1          |
| A. Tölcseres  | 34               | 15               | 4                | 0                | 1                 | 0                 | 1                 | 0                 | 35       | 15     | 5           | 0          |
| M. Weinzierl  | 3                | 0                | 0                | 0                | 0                 | 0                 | 0                 | 0                 | 3        | 0      | 0           | 0          |
| R. Yildirim   | 26               | 5                | 4                | 0                | 1                 | 0                 | 0                 | 0                 | 27       | 5      | 4           | 0          |
| T. Zellner    | 24               | 3                | 2                | 0                | 1                 | 0                 | 1                 | 0                 | 25       | 3      | 3           | 0          |
| M. Zoll       | 12               | 0                | 0                | 0                | 0                 | 0                 | 0                 | 0                 | 12       | 0      | 0           | 0          |